# Чаморро Карденаль, Педро Хоакин
Педро Хоакин Чаморро Карденаль (исп. Pedro Joaquín Chamorro Cardenal; 23 сентября 1924 — 10 января 1978) — никарагуанский журналист, издатель, писатель
 и политический деятель. Был редактором унаследованной от отца газеты La Prensa — единственного крупного издания, оппозиционного диктатуре клана Сомоса. Лауреат Премии Марии Мурс Кэбот Колумбийского университета в Нью-Йорке 1977 года. 
В 1966 году — соучредитель Национального союза оппозиции, в 1974 — основатель и председатель «Демократического союза освобождения» (UDEL). Его убийство наёмниками сомосистской диктатуры в 1978 году стало одним из событий, ускоривших свержение режима Сомосы Сандинистской революцей в следующем году. Его вдова — Виолета Барриос де Чаморро — затем станет президентом Никарагуа (1990—1997).

## Семья
Чаморро был сыном Педро Хоакина Чаморро Селайи и жены Маргариты Карденаль Аргуэльо и внуком по отцовской линии Педро Хоакина Чаморро Боланьоса и жены Аны Марии Селайи Боланьос. Он был внуком по материнской линии Сальвадора Карденаля Саборио (сына Педро Карденаля Айерди и жены Аны Ма Саборио Бонилья) и жены Изабель Аргуэлло Прадо (дочери Педро Аргуэльо Аргуэльо и жены Леокадии Парадо и Мендес). Оба были родственниками Леонардо Аргуэльо, 66-го президента Никарагуа. Его прадедом был Педро Хоакин Чаморро Альфаро, 39-й президент страны.
У него было два брата, Хайме Чаморро Карденаль и Хавьер Чаморро Карденаль, и две сестры, Лигия Чаморро Карденаль, замужем за Самуэлем Баррето Аргуэльо (внуком президента Леонардо Аргуэльо) и Ана Мария Чаморро Карденаль, замужем за Карлосом Холманном Томпсоном (сыном Эдгарда Т. Холман Райнеке и жена Каролина Томпсон Гутьеррес) из Сан-Хуан-дель-Сур, родители Эдуардо, Вероники, Уго Мартина, Аны Каролины, Бруно, Эрики и Хуана Лоренцо Холманна Чаморро.

## Биография
Его одноклассником был будущий диктатор Анастасио Сомоса Дебайле (сын диктатора Анастасио Сомоса Гарсиа). Педро Хоакин изучал право в Центральном университете Манагуа (основанном в 1941 году и закрытом в 1944 году) и продолжил его в Национальном автономном университете Мексики, закончив его в 1948 году. Он сразу же начал сотрудничать со своим отцом в качестве заместителя директора газеты до его смерти в 1952 году, когда унаследовал этот пост.
Педро Хоакин Чаморро неоднократно репрессировался сомосистскими властями и всего был заключён в тюрьму пять раз — практически после каждого крупного политического потрясения в стране. Впервые — после восстания 4 апреля 1954 года, когда военный трибунал приговорил его к двум годам тюремного заключения. Затем Чаморро был схвачен в своём доме после убийства Анастасио Сомоса Гарсиа в ночь на 21 сентября 1956 года. Трибунал признал его виновным в мятеже, и после шести месяцев заключения он был заключен в Сан-Карлос, откуда с женой Виолетой бежал в соседнюю Коста-Рику в апреле 1957 года, попросив политического убежища (события его ареста, судилища и побега изложены в его книге-свидетельстве Estirpe Sangrienta: los Somoza, опубликованной в 1958 году).
Педро вернулся в Никарагуа 31 мая 1959 года вместе со 110 товарищами-консерваторами в воздушной высадке. Члены группировки были схвачены Национальной гвардией 13 июня и приговорены к девяти годам лишения свободы. В 1960 году они были освобождены в результате всеобщей амнистии, так что Педро Хоакин мог вернуться к руководству газетой.
Созданный при его участии Национальный оппозиционный союз бросил вызов Сомосе Дебайле, выдвинув на президентских выборах 5 февраля 1967 года кандидатом Фернандо Бернабе Агуэро Роча. Педро Чаморро стал координатором оппозиции и занимался связями с общественностью. Однако планы оппозиции были сорваны жестоким расстрелом нацгвардейцами мирного шествия 22 января 1967 года. После этих событий, ставших известными как бойня на Авенида Рузвельта, Педро Чаморро и ещё три десятка оппозиционных лидера были задержаны, а редакцию газеты заняли подразделения Национальной гвардии, поэтому газета не выходила до 3 февраля 1967 года, когда Маргарита Карденаль, мать Педро Чаморро, добилась в Верховном суде Никарагуа судебного запрета в отношении действий начальника полиции Манагуа полковника Эрнесто Ругамы.
31 заключенный был освобожден по амнистии парламента 4 марта 1967 года. Выход газеты La Prensa был прерван до 1 марта 1973 года землетрясением в Манагуа 23 декабря 1972 года, разрушившим здание редакции. Затем препятствием для оппозиционных СМИ, включая La Prensa, стал новый виток террора со стороны режима, ведущего войну против партизан СФНО (Сандинистский фронт национального освобождения). На 33 месяца были введены осадное положение и цензура прессы.
В этот период Педро Хоакин написал и опубликовал романы «Jesús Marchena» (1975) о крестьянине из департамента Ривас и «Richter 7» («7 по шкале Рихтера», 1976), основанные на эмоционально-социальных последствиях землетрясения и их усугублении сомосизмом. Его сборник рассказов «El Enigma de las Alemanas» 1977 года получил в том же году премию Дня латиноамериканского наследия в Гватемале от Роберто Мертинса Муруа (Гватемальский институт латиноамериканской культуры). А его «Diario político» («Политический дневник»), который он вёл с февраля 1975 года по декабрь 1977 года, повествуя о своей политической деятельности в качестве президента Демократического союза освобождения, будет опубликован в 1990 году, незадолго до победы на выборах его жены Виолеты. 
Поскольку борьба сандинистов приближала перспективы краха сомосистского режима, администрация Джимми Картера (более скептически настроенная к поддержке подобных крайне правых диктатур, чем остальные президенты США «Холодной войны») начала рассматривать Педро Чаморро в качестве потенциального будущего президента Никарагуа. В итоге его бывший одоклассник Анастасио Сомоса организовал убийство своего политического оппонента 10 января 1978 года.

## Убийство и наследие
Ещё в 1975 году Чаморро написал Сомосе письмо: «С чистой совестью и спокойной душой я жду удара, который вы должны нанести». Три года спустя, 10 января 1978 года, Чаморро был расстрелян тремя вооружёнными наёмными убийцами, которые подъехали к нему на машине. Террористы выбили автомобиль издателя на обочину дороги и открыли по нему огонь из дробовиков, всадив в оппозиционера 18 пуль.
Хотя для общественности причастность Сомосы к устранению критика его режима была секретом Полишинеля, сам диктатор утверждал, что Чаморро был убит Педро Рамосом, американским предпринимателем кубинского происхождения, чей бизнес подвергся нападкам со стороны La Prensa. После революции Рамоса, укрывшегося в Майами, судили заочно и признали виновным в убийстве, но он так и не вернулся в Никарагуа.
По ходу следования тела покойного из Восточной больницы Манагуа в дом семьи Чаморро его сопровождали 50 тысяч человек, по очереди неся гроб. В похоронной церемонии 11 января приняли участие 30 000 скорбящих, включая представителей всех оппозиционных партий: двух консервативных, двух либеральных, двух социал-христианских, двух коммунистических и социалистической.
На небольшой площади возле кладбища произошла стычка между гражданскими и нацгвардейцами, применявшими гранаты со слезоточивым газом и стрелявшими по толпе, бросавшей в них камни. После убийства Чаморро десятки тысяч вышли на улицы Манагуа. В начавшихся беспорядках они вступали в стычки с силовиками, поджигали автомобили и совершили нападение на несколько зданий, принадлежащих семье Сомоса. Профсоюзами была объявлена всеобщая забастовка с требованиями расследования убийства; оппозиция подняла вопрос отставки Сомосы. За пределами столицы волнения вспыхнули в ряде городов и поселков, особенно в районах, где Национальная гвардия осуществляла массовые убийства крестьян под предлогом контрпартизанской борьбы.
Правительство ответило дальнейшим насилием и вновь ввело цензуру военного положения. В 1978 году произошло семь пулеметных обстрелов и попыток взорвать редакцию La Prensa, которая теперь находится под управлением вдовы Чаморро, Виолеты Барриос де Чаморро.

## Наследие и память
В итоге убийство ведущего оппонента режима лишь поспособствовало объединению различных оппозиционных организаций и ещё сильнее разожгло восстание никарагуанского народа под руководством СФНО вплоть до свержения ненавистного диктатора и победы Сандинистской революции 19 июля 1979 года.
Говоря о своём муже перед участниками Всемирного конгресса IPI 1998 года в Москве, его вдова заявила: «Всю свою жизнь Педро Хоакин Чаморро был неутомимым борцом за демократию в Никарагуа и против диктатуры Сомосы. Это стоило ему тюремного заключения, пыток, изгнания и, наконец, смерти. Его много раз предупреждали о том, что существуют планы его убийства, однако никакая угроза не помешала ему выполнить свою миссию по распространению истины и защите демократии».
У них было четверо детей:
- Клаудия Люсия Чаморро Барриос, замужем за Эдмундо Харкином, родственником Карлоса Альберто Бренеса, 64-го президента Никарагуа. Клаудия была сандинистской активисткой и послом на Кубе и Коста-Рике в 1980-х годах. Они с семьёй переехали в Соединённые Штаты в 1991 году в поисках медицинской помощи, когда у одного из её сыновей была диагностирована лейкемия.
- Кристиана Чаморро Барриос, замужем за Антонио Лакайо, ведущим министром в кабинете президента Чаморро, а затем кандидатом на пост президента. Она стала редактором La Prensa.
- Педро Хоакин Чаморро Барриос, женат на Марте Люсии Уркуйо. Он был журналистом, а затем политиком, баллотировавшимся на пост мэра столицы Никарагуа Манагуа. Он стал лидером контрас в изгнании в Коста-Рике, пока его сестра Клаудия была послом сандинистского правительства.
- Карлос Фернандо Чаморро, глава официальной сандинистскойгазеты Barricada, затем независимый журналист-расследователь и борец за права женщин. Чаморро был уволен из органа СФНО в 1994 году за отказ подчиниться партийной цензуре.

В 2000 году Чаморро Карденаль был назван одним из 50 мировых героев свободы прессы за последние пятьдесят лет по версии Международного института прессы.